# Dayamani Barla
Dayamani Barla és una periodista i activista tribal india de l'estat indi de Jharkhand. Es va destacar pel seu activisme en oposar-se a la planta siderúrgica d'Arcelor Mittal a l'est de Jharkhand, que segons els activistes tribals desplaçaria quaranta pobles.
Barla ha guanyat diversos premis prestigiosos de periodisme. Es va presentar sense èxit de la circumscripció de Khunti Lok Sabha, Jharkhand, a les eleccions de Lok Sabha de 2014 com a candidata del Partit Aam Aadmi.